# Тронгзунд
Тврђава Тронгзунд (рус. Крепость Тронгзунд; швед. Trångsund) некадашње је утврђење из друге половине XIX века чији остаци се налазе на северној периферији града Висоцка, на подручју данашњег Виборшког рејона Лењинградске области Руске Федерације.
Утврђење је грађено у периоду 1864—1867. на северу Височког острва и служило је као контролна тачка бродског саобраћаја кроз Тронгсундски пролаз Виборшког залива, односно као заштита града Виборга са морске стране.
Име утврђења Тронгзунд (у дословном преводу са шведског „уски пролаз”) везано је за истоимени морски пролаз у централном делу Виборшког залива, између острва мали Висоцки на западу и Висоцки на истоку. Тронгзундски пролаз који је у свом најужем делу широк свега 180 метара главна је водена рута за приступ бродова луци Виборг на крајњем северу залива.
Тврђава је за кратко време изгубила своју основну функцију и већ 1880. (свега 15 година након градње) сматрана је превазиђеним и застарелим одбрамбеним објектом. У данашње време већина тврђаве је у рушевинама, а знатне делове прекрила је шума. Сачувано је тек неколико фрагмената зидова и земљани насип.